# Georgy Aleksandrovich của Nga
Đại vương công George Alexandrovich của Nga (tiếng Nga: Георгий Александрович; 9 tháng 5 năm 1871 – 10 tháng 7 năm 1899) là thành viên của Vương tộc Romanov và là người con thứ 3 của Sa hoàng Aleksandr III của Nga và Dagmar của Đan Mạch. George từng giữ tước hiệu Tsesarevich tương đương với người thừa kế ngai vàng Nga vào năm (1894 - 1899) khi anh trai ông Nikolai II kế vị trở thành Sa hoàng nhưng chưa có con.

## Thời thơ ấu và Giáo dục

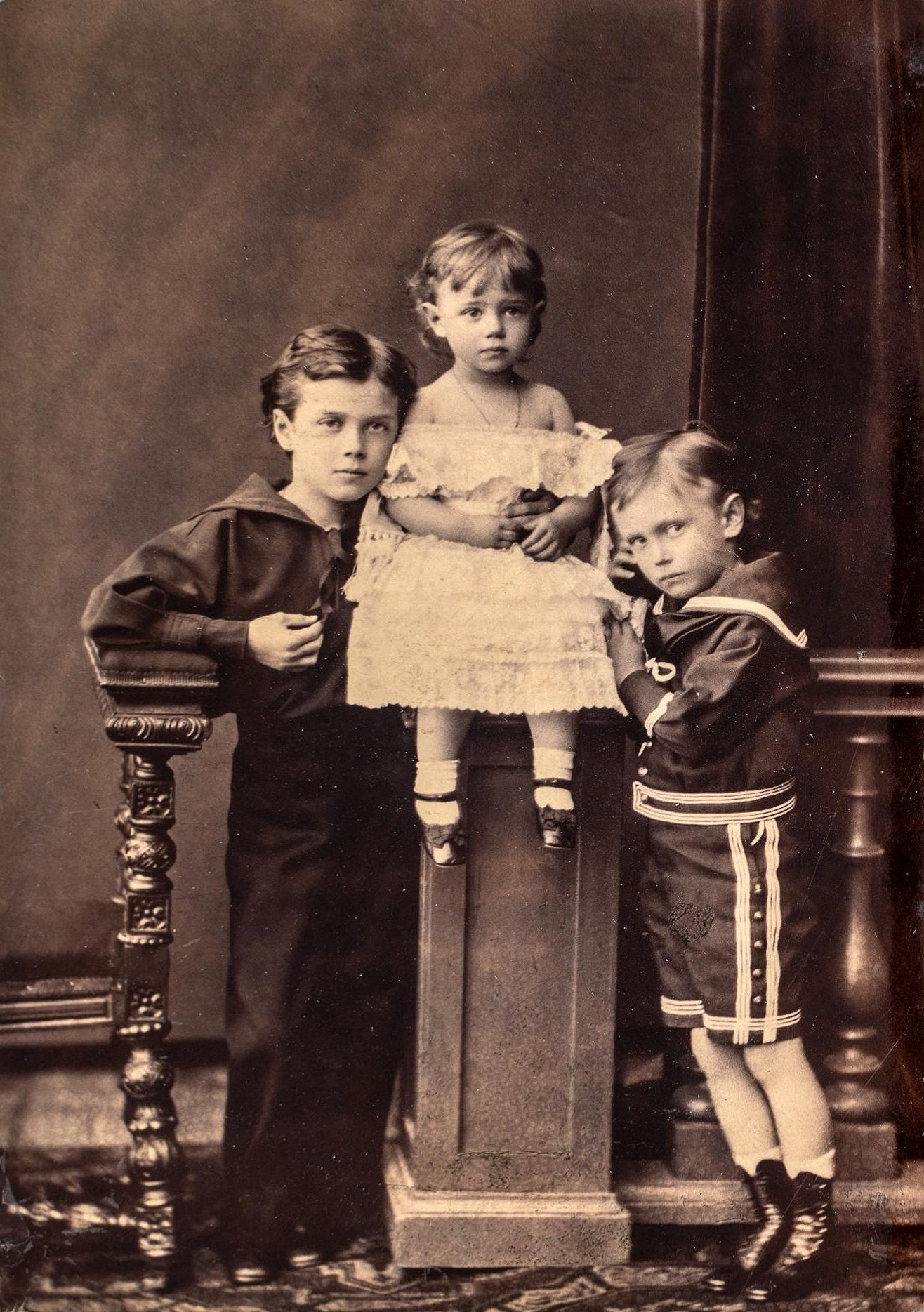
George (cậu bé đứng bên phải).

Đại vương công George chào đời ngày 9 tháng 5 năm 1871 tại Cung điện Alexander  Thị trấn Tsarskoye Selo, Nga dưới thời trị vì của ông nội là Sa hoàng Alexander II. Cha ông là Tsesarevich Alexander Alexandrovich (sau là Alexander III) và mẹ là Dagmar của Đan Mạch (sau là Hoàng hậu Maria). Tên của ông vốn dĩ được lấy từ cảm hứng từ Vua George I của Hy Lạp (anh trai của Hoàng hậu Maria). Là con trai của Tsesarevich, từ khi chào đời ông đứng thứ 3 trong hàng kế vị ngai vàng Nga chỉ sau cha ông và anh trai Nikolai và chính thức đứng thứ 2 khi cha ông lên ngôi vào ngày 27 tháng 5 năm 1883 tại Nhà thờ Uspensky, Điện Kremlin thuộc Moscow, Nga. 

### Giáo dục

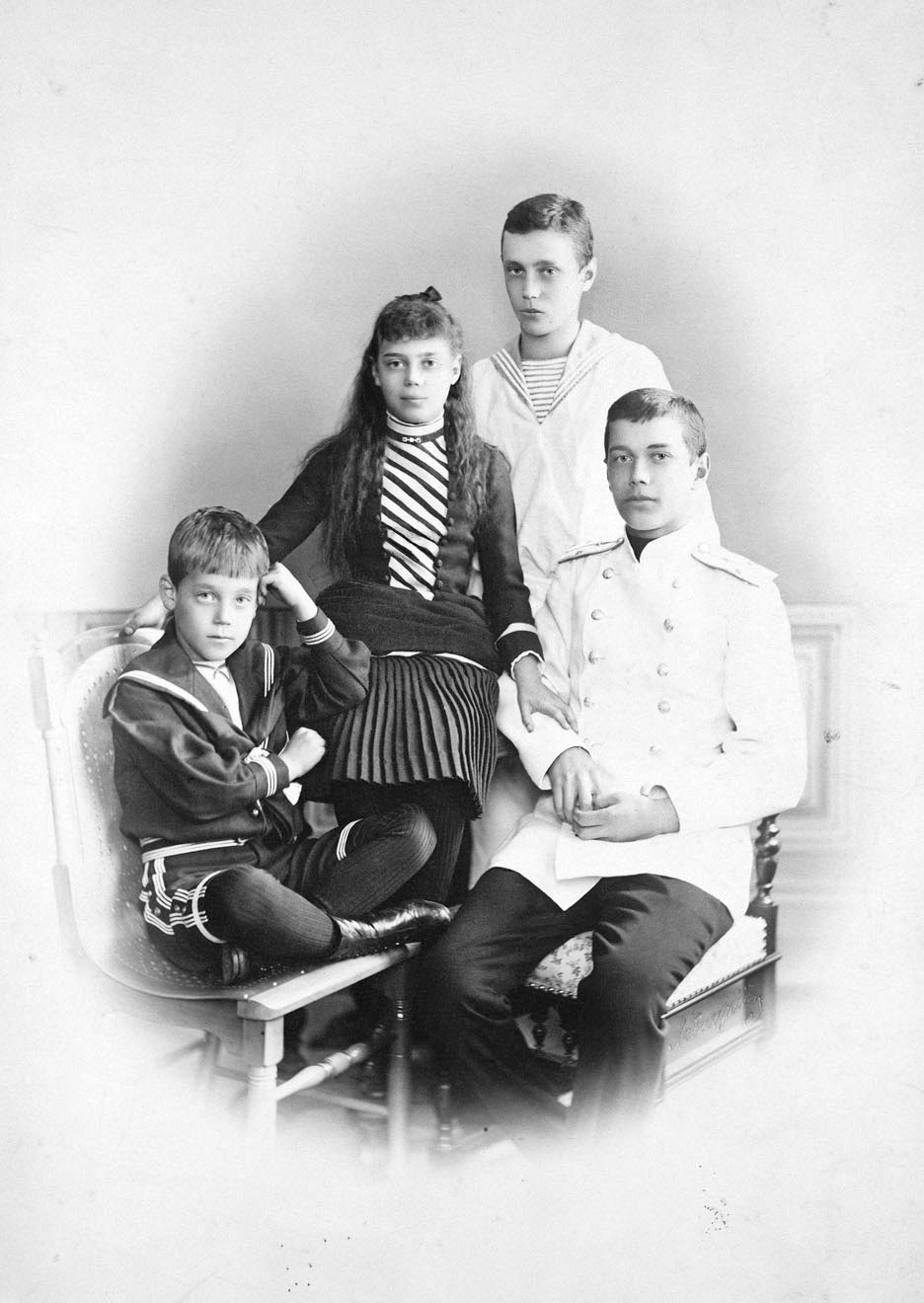
Ảnh chụp bốn anh em - George Alexandrovich (đứng phải), Đại vương công Michael Alexandrovich (ngồi trái), Đại vương công Xenia Alexandrova (giữa) và Đại vương công Nikolai Alexandrovich (ngồi phải).

Thủa bé, George được đánh giá là một cậu bé thông minh nhất trong số những đứa trẻ được sinh ra trong hoàng thất Nga, tính cách hướng ngoại và năng động của ông được thừa hưởng từ người mẹ Maria. Hoàng gia Nga đã cho ông một nền giáo dục tốt đẹp, họ mời những gia sư ưu tú nhất để dạy học cho ông. George và anh trai Nikolai được dạy học cùng nhau bởi một gia sư dù cả hai cách nhau đến 3 tuổi, giống như anh trai ông có khả năng sử dụng tiếng Pháp, tiếng Anh và thông thạo cả tiếng Đức và Đan Mạch.

## Trở thành Tsesarevich của Nga
Tháng 11 năm 1894, Alexander III qua đời và con trai cả của ông là Nikolai trở thành Sa hoàng tiếp theo của Nga. Theo luật kế vị của Nga vào thời điểm đó nếu Sa hoàng vẫn chưa có con vị trí kế vị ngai vàng vẫn được truyền cho các em trai của họ. Với tư cách là người em trai lớn nhất của Nikolai II, George nhận tước hiệu Tsesarevich của Nga cho đến khi ông qua đời vào ngày 10 tháng 7 năm 1899. Vị trí đó một lần nữa được chuyền lại cho em trai ông Đại vương công Michael Alexandrovich của Nga vì khi đó Sa hoàng Nikolai II không có con trai.

## Qua đời
George đột ngột qua đời tại Abastumani, vào ngày 10 tháng 7 năm 1899 ở tuổi 28.Nữ hoàng Victoria đã viết thư cho anh trai ông Nicholas II rằng "Xin hãy chấp nhận bày tỏ sự đồng cảm chân thành nhất của ta trong nỗi buồn lớn này, vì ta. Hãy biết tình cảm mà con dành cho người em trai tội nghiệp Georgy của mình, người mà có cuộc sống rất buồn và cô đơn."
Vào ngày 14 tháng 7 năm 1899, ông được chôn cất trong Nhà thờ Thánh Peter và Paul ở Saint Petersburg cùng nơi đã từng chôn cất cha ông Alexander II vào ngày 18 tháng 11 năm 1894.

## Danh hiệu
- Đế quốc Nga: Hiệp sĩ Thánh Andrew, ngày 9 tháng 10 năm 1889.[13]

- Austria-Hungary: Hội Hiệp sĩ Thánh Stephen, 1885.[14]

- Đan Mạch: Hiệp sĩ voi, ngày 9 tháng 10 năm 1889.[15]

- Đế quốc Nhật Bản: Order of the Chrysanthemum, ngày 14 tháng 5 năm 1891.[16]

- Đế chế Đức: Hiệp sĩ Đại bàng đen, ngày 16 tháng 9 năm 1884.[17]

- Tây Ban Nha: Hiệp sĩ lông cừu vàng Tây Ban Nha, ngày 22 tháng 4 năm 1896.[18]